# Corby
Corby is een Engels district in het shire-graafschap (non-metropolitan county OF county) Northamptonshire en telt 71.000 inwoners. De oppervlakte bedraagt 80 km².
Van de bevolking is 13,9% ouder dan 65 jaar. De werkloosheid bedraagt 4,2% van de beroepsbevolking (cijfers volkstelling 2001).
De lokale voetbalclub is Corby Town FC.

## Civil parishesin district Corby
Cottingham, East Carlton, Gretton, Middleton, Rockingham, Stanion, Weldon.

## Partnersteden
- Žilina (Slowakije)

## Bekende inwoner
- Paul Nicholson, darter